# Inobulbon
Inobulbon é um género botânico pertencente à família das orquídeas (Orchidaceae).